# Sophie de Brandebourg-Ansbach
Sophie de Brandebourg-Ansbach (23 mars 1535, Ansbach – 22 février 1587, Liegnitz) est une princesse de Brandebourg-Ansbach et par le mariage duchesse de Liegnitz.

## Biographie
Sophie, est la fille du margrave Georges de Brandebourg-Ansbach (1484-1543) de son troisième mariage avec Émilie de Saxe (1516-1591), fille du duc Henri IV de Saxe.
Elle épouse le 11 novembre 1560 à Liegnitz le duc Henri XI de Legnica (1539-1588). Le mariage sert à consolider la position du père de Sophie comme duc de Silésie. Le mariage s'avère malheureux, ce qui est dû à une importante irritabilité de Sophie.

## Descendance
De son mariage, Sophie a les enfants suivants:
1. Catherine Sophie (7 août 1561 – Château de Friedrichsbourg à Vohenstrauss, 10 mai 1608), mariée le 26 février 1587 à Frédéric de Deux-Ponts.
2. Anne-Marie (3 janvier 1563 – Amberg, 28 février 1620).
3. Émilie (26 décembre 1563 – Château de Friedrichsbourg à Vohenstrauss, 9 novembre 1618).
4. Un fils (16 janvier 1565).
5. Georges Frédéric (11 septembre 1565 – 14 novembre 1565).
6. Sabine Barbara (8 janvier 1571 – 14 décembre 1572).